# Lagoa dos Três Cantos
Lagoa dos Três Cantos egy község (município) Brazíliában, Rio Grande do Sul államban, a Jacuí medencéjének felső részén. 2022-ben népességét 1738 főre becsülték.

## Története
Az első európai telepesek vesztfáliai és hunsrücki németek voltak, akik az 1890-es években kezdtek letelepedni. A kialakuló településmag a Beira de Picada nevet kapta. 1910-ben kezdődött az intenzívebb német gyarmatosítás a Santa Cruz do Sulból érkező Otto Radtke vezetésével, aki kereskedést, fűrészüzemet és fafeldolgozó központot hozott létre. A környéket eleinte Otto Radtke néven emlegették, majd egy idő után északi részét átnevezték Hamburgra, déli részét pedig Lagoa dos Três Cantosra (Három égtáj tava), az ott található háromszög alakú tó után, amely egykoron tájékozódási pontként szolgált a kereskedők és hajcsárok számára. A Jacuí medencéjére jellemző hatalmas erdőterületek és termékeny talaj, továbbá a Taperához való közelség számos telepest vonzott, virágzott a kisipari tevékenység.
1980-ban Tapera kerületévé nyilvánították Lagoa dos Três Cantos néven, majd 1992-ben népszavazás útján függetlenedett és 1993-ban önálló községgé alakult.

## Leírása
Székhelye Lagoa dos Três Cantos, második kerülete Linha Glória. Agrárközség, amelyre a szója, kukorica, búza, árpa termesztése jellemző, valamint a sertés-, tejmarha- és baromfitenyésztés. A takarmányvetőmag-kereskedelemben is kiemelkedik. Lakosainak többsége német származású, és a lakosok egy része még mindig beszéli a német dialektust. A község nevét adó háromszögű tó még mindig létezik és a községközpont belterületén van, köréje parkot építettek.